# Space (chanson de Slavko Kalezić)
Pour les articles homonymes, voir Space.
Chansons représentant le Monténégro au Concours Eurovision de la chanson
The Real Thing
(2016) Inje
(2018)
Space (en français « Espace ») est la chanson de Slavko Kalezić qui représentera le Monténégro au Concours Eurovision de la chanson 2017 à Kiev, en Ukraine.
Le Monténégro a ainsi concouru dans la première moitié de la première demi-finale du concours Eurovision de la chanson, mais n'a pas réussi à se qualifier pour la finale. [